# 푸틴 궁전

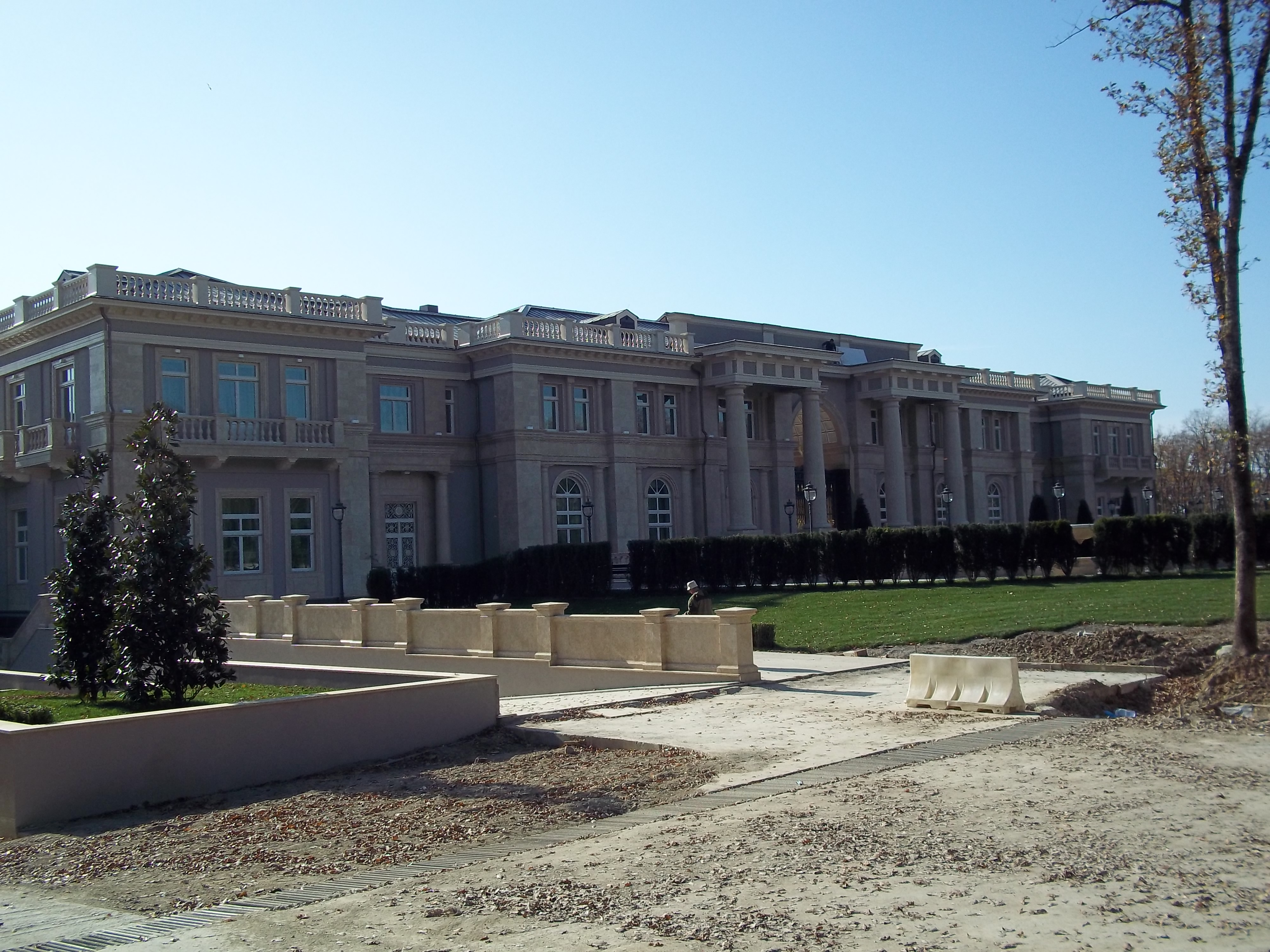

푸틴 궁전(러시아어: Дворец Путина) 또는 이도코파스곶의 저택(러시아어: Резиденция на мысе Идокопас)은 러시아 크라스노다르 변경주 겔렌지크 근처의 흑해에 인접한 해안에 있는 궁전이다. 내부고발자 세르게이 콜레스니코프와 알렉세이 나발니가 이끄는 반부패 재단(FBK)은 이 궁전이 블라디미르 푸틴 대통령을 위해 지어졌다고 주장하고 있다.

## 같이 보기
- 2021년 러시아 시위